# Tim Yeo
Timothy « Tim » Stephen Kenneth Yeo, né le 20 mars 1945 à Lewisham, est un homme politique britannique. Il est député de South Suffolk de 1983 à 2015 et président du Comité d'audit environnemental de la Chambre des communes[Quand ?]. De 1993 à 1994, il est ministre chargé de la vie rurale et de l'environnement au sein du gouvernement Major, puis membre du Shadow Cabinet chargé notamment du commerce et de l'industrie. Il est administrateur de TNU PLC[Quoi ?] depuis le 5 juin 2007.